# Phyllanthus dinklagei
Phyllanthus dinklagei là một loài thực vật có hoa trong họ Diệp hạ châu. Loài này được Pax miêu tả khoa học đầu tiên năm 1894.